# Xocolatlite
La xocolatlite è un minerale di tellurio scoperto in campioni raccolti nel 2002 negli scarti della miniera Bambolla a Moctezuma, stato di Sonora in Messico. La zona di provenienza è la località tipo di 22 specie di minerali contenenti tellurio.
Le analisi chimiche e cristallografiche mostrano molte analogie con la kuranakhite con la quale probabilmente forma una serie della quale la xocolatlite costituisce il membro ricco di calcio e la kuranakhite è il membro ricco di piombo.
Il minerale è estremamente raro in quanto se ne conoscono meno di dieci esemplari e questo ha impedito di determinare con esattezza il gruppo spaziale di appartenenza in quanto non è stato trovato nessun cristallo adatto all'analisi.

## Etimologia
Il nome xocolatlite deriva dalla parola xocolatl o xocoatl in nāhuatl, la lingua parlata dagli Aztechi, che significa "acqua amara" con la quale si identificava una bevanda sacra a base di cacao, acqua, vaniglia e chili e dalla quale deriva anche la parola cioccolata. Il nome è stato attribuito in relazione al colore marrone cioccolato del minerale, alla sua origine messicana e per continuare la tradizione di attribuire nomi di origine azteca ai minerali scoperti nel sito di Moctezuma (come quetzalcoatlite, tlalocite, tlapallite e xocomecatlite.

## Morfologia
La xocolatlite è stata trovata sotto forma di croste cristalline di colore marrone formate da lamelle micacee di dimensione di circa 40 µm.

## Origine e giacitura
La xocolatlite è stata trovata associata a quarzo, barite, jarosite, emmonsite. Qualche campione presenta associate anche la schmitterite e l'eztlite. Il minerale, analogamente agli altri minerali di tellurio presenti, si è formato per alterazione delle vene di quarzo-tellurio.